# Ion Crăciunescu
Ion Crăciunescu (født 27. september 1950) er en tidligere en fodbolddommer fra Rumænien. Han dømte internationalt under det internationale fodboldforbund, FIFA, fra 1984 til 1995, hvor han afsluttede sin karriere da han faldt for aldersgrænsen på 45 år for internationale dommere.
Inden han afsluttede sin karriere nåede han at dømme finalen i Champions League i 1995 mellem Ajax Amsterdam og AC Milan. En kamp som Ajax vandt 1-0.

## Kampe med danske hold
- Den 6. december 1995: Champions League gruppespillet: AaB – Porto 2-2.